# Professor Tulpplein
Professor Tulpplein (« Place Professor Tulp » en néerlandais) est une place du centre d'Amsterdam aux Pays-Bas, entre la Sarphatistraat et le Huddekade, qui est bordé par le Singelgracht. La place est nommée d'après Nicolas Tulp (1593 - 1674), un chirurgien néerlandais mais aussi un bourgmestre d'Amsterdam.
Sur la place se situe l'Amstel Hotel monumental, face de l'hôtel se trouvent quelques immeubles de bureaux.